# HD 80479
HD 80479，又名BD-15 2763，SAO 155091、HR 3704，是一颗恒星，视星等为5.78，位于銀經246.36，銀緯23.03，其B1900.0坐标为赤經9h 14m 49.9s，赤緯-15° 23.03′ 40″。